# Vienna Vikings
Vienna Vikings je rakouský klub amerického fotbalu sídlící ve Vídni. Klub byl založen v roce 1983. Klub hraje od sezóny 2022 European League of Football.

## Historie
Klub byl založen v roce 1983 a od roku 1984 hraje Austrian Football League (AFL).
V letech 2014-2016 se tým účastnil evropské soutěže BIG6 European Football League.
V roce 2022 Vikings vstoupili do Evropské fotbalové ligy European League of Football (ELF). Všechny domácí zápasy v ELF se hrají v Generali Arena Vienna.

#### Historické názvy
- 1983-1998: Vienna Vikings
- 1999-2005: Chrysler Vikings
- 2006-2007: Dodge Vikings Vienna
- 2008-2014: Raiffeisen Vikings Vienna
- 2015-2016: Vienna Vikings
- 2017- : Dacia Vienna Vikings

#### Úspěchy
- Eurobowl
  - Vítěz: (5) 2004-2007, 2013
  - Finalista: (5) 2001, 2003, 2008, 2010, 2012
- European League of Football Vítěz: (1) 2022
- Austrian Bowl
  - Vítěz: (16) 1994, 1996, 1999-2003, 2005, 2007, 2009, 2012-2014, 2017, 2020, 2025
  - Finalista: (15) 1986, 1988, 1991, 1995, 1998, 2004, 2006, 2011, 2015, 2018, 2019, 2021-2024

## Organizace
- Prezident: Karl Wurm
- Viceprezident: Michael Holub
- Generální ředitel: Lukáš Leitner

- Hlavní trenér: Chris Calaycay
- Asistent trenéra: Max Kössler